# Otto Nachtmann
Otto Nachtmann (* 14. September 1942 in Wien) ist ein österreichischer theoretischer Elementarteilchenphysiker.
Nachtmann studierte Physik und Mathematik an der Universität Wien, wo er 1967 promoviert wurde, danach wissenschaftlicher Assistent war und sich 1974 habilitierte. Von 1976 bis zu seiner Emeritierung 2007 war er ordentlicher Professor für theoretische Physik an der Ruprecht-Karls-Universität Heidelberg. 1986/87 war er Dekan der Fakultät für Physik und Astronomie.
Er beschäftigt sich insbesondere mit (auch nichtstörungstheoretischen) Aussagen der Quantenchromodynamik zur Hochenergiestreuung, mit der Physik von Higgsbosonen und diskreten Symmetrien, jeweils mit enger Verbindung zum Experiment.
Ende der 1980er Jahre entwickelte er mit Peter Landshoff das Landshoff-Nachtmann-Modell zur Erklärung des Anstiegs der totalen Wirkungsquerschnitte bei vielen Teilchenstreuprozessen der starken Wechselwirkung. Es liefert ein QCD-Modell für den seit langem postulierten Austausch eines hypothetischen Teilchens, des Pomeron.
1973 führte er Nachtmann-Momente für Strukturfunktionen bei tiefinelastischen Streuprozessen ein (und Nachtmann-Variable).

## Schriften
- Phänomene und Konzepte der Elementarteilchenphysik, Braunschweig, Vieweg 1986, korrigierter Nachdruck 1991
- Elementary Particle Physics: concepts and phenomena, Berlin, Springer 1990
- mit Sandy Donnachie, Günter Dosch, Peter Landshoff Pomeron physics and QCD, Cambridge University Press 2002, 2005